# Felipe Álvarez (militar)
Felipe Álvarez (Fraile Muerto, Provincia de Córdoba (Argentina), c. 1785 - Mendoza, 4 de septiembre de 1821) fue un caudillo federal de la Argentina, de importante acción local en la provincia de Córdoba durante la llamada “Anarquía del Año XX”.
Descendiente de una línea secundaria de la familia patricia de los Álvarez de Arellano, era un pequeño estanciero del sur cordobés. En los primeros años posteriores a la Revolución de Mayo formó parte del Ejército del Norte, pero pronto estuvo de vuelta en al frontera del sur de Córdoba. Se distinguió en la lucha contra los indígenas ranqueles, y ejerció como comandante del fortín “Las Tunas”. Apoyó al gobierno federal de José Javier Díaz y las revoluciones de Juan Pablo Bulnes.

## Contra el Directorio
Cuando ambos líderes federales fueron derrotados, organizó una importante fuerza montonera con apoyo del gobierno de la vecina provincia de Santa Fe. Con ellos mantuvo en jaque a las fuerzas directoriales desde mediados de 1817. Hizo una intensa campaña proselitista entre los pequeños hacendados de todo el este de la provincia y, por encargo del gobernador santafesino Mariano Vera, intentó unir al partido federal al coronel Juan Bautista Bustos y al mayor Juan Felipe Ibarra. Más tarde, ambos serían dos de los más destacados caudillos federales.
A mediados de 1819 lanzó una gran ofensiva en todo el sur de Córdoba, en coordinación con el ataque que estaba por lanzar Francisco Ramírez sobre la provincia de Buenos Aires. Tomó el fuerte de Fraile Muerto por unos días, y en octubre el fortín y posta de Cruz Alta. Solo se retiró al paso del grueso del Ejército del Norte, que venía a unirse al director José Rondeau para enfrentar a Santa Fe. Pocos días más tarde, este ejército se sublevó en el llamado motín de Arequito, causando indirectamente la caída del Directorio.

## En las filas de Carrera

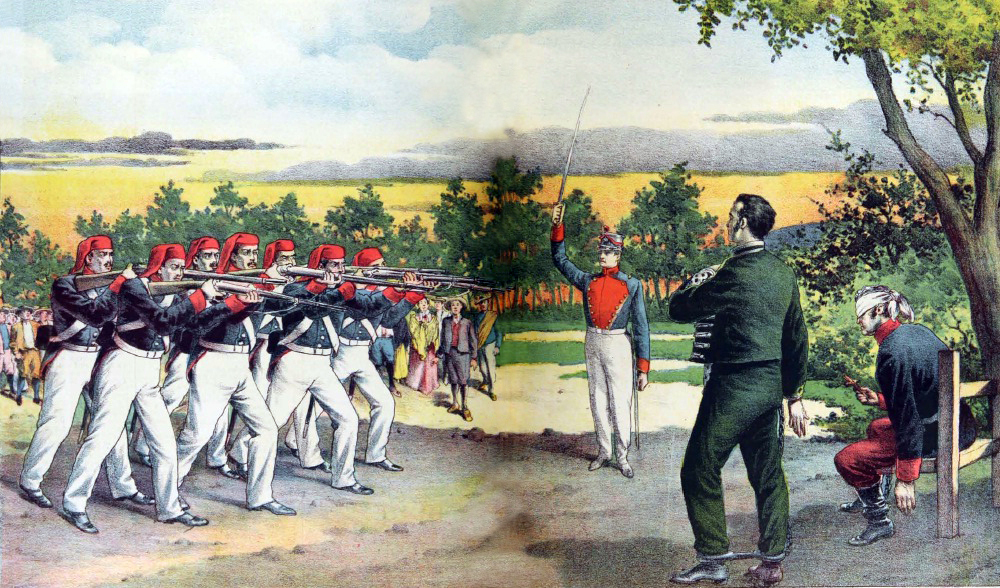
Litografía de 1904 que muestra el fusilamiento de José Miguel Carrera y el Coronel Felipe Álvarez en Mendoza.

Tras la batalla de Cepeda, fue elegido diputado provincial. En la elección de gobernador —que fue lo primero que hizo la legislatura— votó a favor de Javier Díaz. Esta candidatura fue derrotada por el gobernador Bustos. Permaneció en su puesto algunos meses, figurando alternativamente como parte del oficialismo y de la oposición.
En mayo de 1821, aprovechando la invasión del general chileno José Miguel Carrera —que contaba con el apoyo de Ramírez— a Córdoba, participó en una fracasada revolución contra Bustos. Durante semanas, Bustos se vio obligado a perseguir a Carrera por toda la provincia, siendo derrotado por el chileno en dos oportunidades. A mediados del invierno, Carrera decidió que había llegado la hora de ir hacia Chile. Felipe Álvarez lo acompañó en la invasión y ocupación de San Luis y en su invasión a Mendoza, convertido en su lugarteniente.
Juntos fueron derrotados por el coronel José Albino Gutiérrez en la batalla de Punta del Médano. Estaba junto a él cuando fueron traicionados y entregados al gobierno mendocino, y juntos fueron fusilados, a principios de septiembre de 1821.